# 関山村
関山村（せきやまむら）は、かつて新潟県中頸城郡にあった村。

## 沿革
- 1889年（明治22年）4月1日 - 町村制施行に伴い中頸城郡関山村が村制施行し、関山村が発足。
- 1901年（明治34年）11月1日 - 中頸城郡境村（一部）、原通村（一部）と合併し、関山村を新設。
- 1955年（昭和30年）3月31日 - 中頸城郡関山村、大鹿村、豊葦村、原通村（一部）と合併し、妙高村となり消滅。